# 细梗罗伞
细梗罗伞（学名：Brassaiopsis gracilis）为五加科罗伞属的植物。分布在越南以及中国大陆的广西、贵州、云南等地，生长于海拔1,100米至1,600米的地区，常生于森林中，目前尚未由人工引种栽培。
其种加词来源于拉丁文“gracilis”，意为“纤细的”。

## 别名
细梗柏那参（植物分类学报增刊）、细弱掌叶树（广西植物名录）